# Среднее усечённое
Среднее усечённое — статистическая мера центральной тенденции, рассчитанная как среднее значение для имеющегося набора данных, из которого исключены k % наибольших и k % наименьших значений. Как правило, процент удаляемых значений устанавливается в диапазоне от 5 % до 25 %.

## Пример
Пусть имеется набор данных (отсортированных по возрастанию): 2, 3, 4, 5, 7, 9, 10, 11, 12, 15.
Расчёт 20 % усечённого среднего в нашем примере предполагает перед вычислением среднего арифметического удаление первого значения и последнего значения в ряду данных (2, 3 и 12, 15): х, 3, 4, 5, 7, 9, 10, 11, 12, х. Результат = 7,(6).

## Преимущества
Усечённое среднее менее чувствительно к выбросам, чем простое среднее арифметическое, при этом оставаясь приемлемой оценкой в ряде статистических моделей. Относится к разряду устойчивых («робастных») мер центральной тенденции.